# Centrolene lema
Centrolene lema és una espècie de granota que viu a Veneçuela i, possiblement també, a Guaiana.